# Pływanie na Letnich Igrzyskach Olimpijskich 1948 – 4 × 100 m stylem dowolnym kobiet
Sztafeta 4 × 100 m stylem dowolnym kobiet – jedna z konkurencji pływackich rozgrywanych podczas XIV Igrzysk Olimpijskich w Londynie. Eliminacje odbyły się 4 sierpnia, a finał 6 sierpnia 1948 roku.
W finale Dunki na początku wyścigu objęły prowadzenie, walcząc o złoty medal z Holenderkami. Płynąca na trzeciej zmianie reprezentantka Danii Greta Andersen zapewniła swojej rodaczce Fritze Carstensen dwumetrową przewagę nad sztafetą holenderską, którą zamykała Hannie Termeulen. Tymczasem Brytyjki i Amerykanki toczyły bardzo wyrównaną walkę o trzecie miejsce. Na ostatniej zmianie w tych sztafetach płynęły odpowiednio Catherine Gibson i Ann Curtis i kiedy wskoczyły do basenu, Carstensen znajdowała się prawie cztery metry przed nimi. Dzięki świetnemu finiszowi Curtis, na 15 metrów przed metą wyprzedziła Holenderkę Termeulen, a kibice na trybunach zdali sobie sprawę, że może odnieść, wydawać by się mogło do tej pory, niemożliwe zwycięstwo. Amerykanka zbliżała się coraz bardziej do Dunki i ostatecznie wyprzedziła ją o 0,4 s, tym samym reprezentantki Stanów Zjednoczonych zostały mistrzyniami olimpijskimi i pobiły rekord olimpijski (4:29,2). Srebro zdobyła sztafeta duńska, a brązowy medal Holenderki, które uzyskały czas 4:31,6.
Międzyczas Ann Curtis wynoszący 1:04,4 nieoficjalnie poprawił o 0,5 s rekord świata ustanowiony 12 lat wcześniej przez Holenderkę Willy den Ouden. 
Wcześniej, w eliminacjach rekordy olimpijskie pobiły sztafeta duńska (4:33,5), a następnie sztafeta holenderska (4:31,3).

## Rekordy
Przed zawodami rekord świata i rekord olimpijski wyglądały następująco:
| Rekord            | Reprezentacja                                                              | Czas   | Miejsce   | Data             |
| ----------------- | -------------------------------------------------------------------------- | ------ | --------- | ---------------- |
| Rekord świata     | Dania · Eva Arndt · Gunvor Kraft · Birte Ove-Petersen · Ragnhild Hveger    | 4:27,6 | Kopenhaga | 7 sierpnia 1938  |
| Rekord olimpijski | Holandia · Jopie Selbach · Tini Wagner · Willy den Ouden · Rie Mastenbroek | 4:36,0 | Berlin    | 14 sierpnia 1936 |

W trakcie zawodów ustanowiono następujące rekordy:
| Data       | Etap konkurencji      | Reprezentacja                                                                                  | Czas   | Rekord |
| ---------- | --------------------- | ---------------------------------------------------------------------------------------------- | ------ | ------ |
| 4 sierpnia | wyścig eliminacyjny 1 | Dania · Eva Riise · Elvi Svendsen · Fritze Carstensen · Greta Andersen                         | 4:33,5 | OR     |
| 4 sierpnia | wyścig eliminacyjny 2 | Holandia · Irma Schuhmacher · Margot Marsman · Marie-Louise Linssen-Vaessen · Hannie Termeulen | 4:31,3 | OR     |
| 6 sierpnia | finał                 | Stany Zjednoczone · Marie Corridon · Thelma Kalama · Brenda Helser · Ann Curtis (1:04,4)       | 4:29,2 | OR     |

## Wyniki

### Eliminacje
Do finału zakwalifikowały się trzy najlepsze sztafety z każdego wyścigu oraz pozostałe dwie sztafety z najlepszymi czasami.

#### Wyścig eliminacyjny 1
| Miejsce | Państwo           | Zawodniczki                                                          | Czas   | Uwagi |
| ------- | ----------------- | -------------------------------------------------------------------- | ------ | ----- |
| 1.      | Dania             | Eva Riise Elvi Svendsen Fritze Carstensen Greta Andersen             | 4:33,5 | Q,    |
| 2.      | Stany Zjednoczone | Marie Corridon Thelma Kalama Brenda Helser Ann Curtis                | 4:34,1 | Q     |
| 3.      | Wielka Brytania   | Margaret Wellington Patricia Nielsen Lillian Preece Catherine Gibson | 4:36,1 | Q     |
| 4.      | Francja           | Josette Arène Colette Thomas Marie Foucher-Creteau Ginette Jany      | 4:50,0 | q     |
| 5.      | Argentyna         | Enriqueta Duarte Liliana Gonzalias Adriana Camelli Eileen Holt       | 4:59,5 |       |
| 6.      | Kanada            | Kay McNamee Joyce Court Vivian King Irene Strong                     | 5:04,5 |       |

#### Wyścig eliminacyjny 2
| Miejsce | Państwo  | Zawodniczki                                                                   | Czas   | Uwagi |
| ------- | -------- | ----------------------------------------------------------------------------- | ------ | ----- |
| 1.      | Holandia | Irma Schuhmacher Margot Marsman Marie-Louise Linssen-Vaessen Hannie Termeulen | 4:31,3 | Q,    |
| 2.      | Szwecja  | Marianne Lundquist Gisela Thidholm Elisabeth Ahlgren Ingegärd Fredin          | 4:38,5 | Q     |
| 3.      | Węgry    | Mária Littomeritzky Judit Temes Éva Székely Ilona Novák                       | 4:47,5 | Q     |
| 4.      | Brazylia | Eleonora Schmidt Maria da Costa Talita Rodrígues Piedade Coutinho-Tavares     |        | q     |
| 5.      | Belgia   | Maria Huybrechts Maria Oeyen Maria Van Den Brand Fernande Caroen              | 4:54,9 |       |

### Finał
| Miejsce | Państwo           | Zawodniczki                                                                   | Czas     | Uwagi |
| ------- | ----------------- | ----------------------------------------------------------------------------- | -------- | ----- |
| 1. !    | Stany Zjednoczone | Marie Corridon Thelma Kalama Brenda Helser Ann Curtis (1:04,4)                | 4:29,2   | OR    |
| 2. !    | Dania             | Eva Riise Karen Harup Greta Andersen Fritze Carstensen                        | 4:29,6   |       |
| 3. !    | Holandia          | Irma Schuhmacher Margot Marsman Marie-Louise Linssen-Vaessen Hannie Termeulen | 4:31,6   |       |
| 4.      | Wielka Brytania   | Patricia Nielsen Margaret Wellington Lillian Preece Catherine Gibson          | 4:34,7   |       |
| 5.      | Węgry             | Mária Littomeritzky Ilona Novák Judit Temes Éva Székely                       | 4:44,8   |       |
| 6.      | Brazylia          | Eleonora Schmidt Maria da Costa Talita Rodrígues Piedade Coutinho-Tavares     | 4:49,1   |       |
| 7.      | Francja           | Josette Arène Gisèle Vallerey Colette Thomas Ginette Jany                     | 4:49,8   |       |
| 8. !    | Szwecja           | Gisela Thidholm Elisabeth Ahlgren Marianne Lundquist Ingegärd Fredin          | 9:99,9 ! | DSQ   |